# Conseil national de la Résistance
Il Conseil national de la Résistance (in italiano: Consiglio nationale della Resistenza), abbreviato in CNR, è stato l'organismo che ha diretto e coordinato i differenti movimenti della Resistenza Francese durante la seconda guerra mondiale. Esso era composto prevalentemente da sindacalisti, giornalisti, membri dei partiti politici in opposizione al Governo di Vichy. Il CNR venne fondato nel maggio del 1943 da Jean Moulin, delegato di Charles de Gaulle. La prima riunione clandestina si tenne il 27 maggio in rue du Four, a Parigi.